# Golfo da Finlândia

Golfo da Finlândia (abaixo) e sua localização no mapa do mar Báltico (acima).

(fi) Suomenlahti
(et) Soome laht
(sv) Finska viken

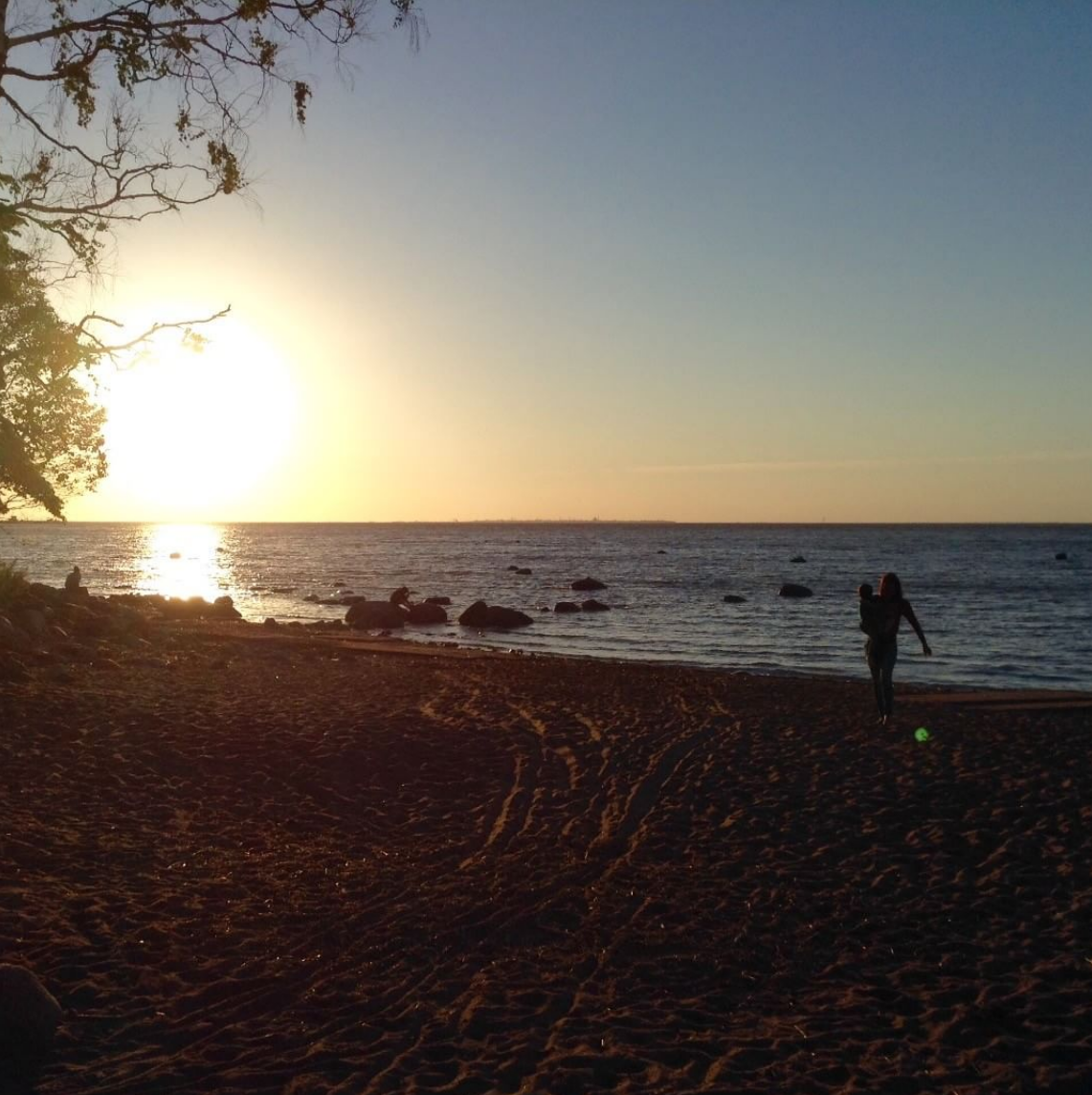
Pôr do sol no Golfo da Finlândia

O golfo da Finlândia (em finlandês:  Suomenlahti; em estoniano:  Soome laht; em russo:  Финский залив) é a secção do mar Báltico que separa a Finlândia da Estónia, e que se estende até à cidade russa de São Petersburgo. Helsínquia e Tallinn são também banhadas pelo golfo.

## Partes do Mar Báltico

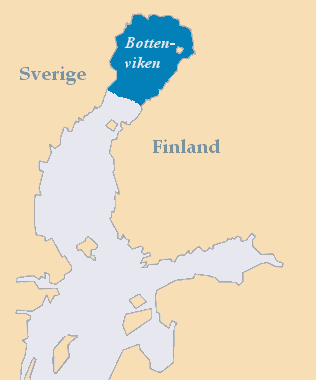
Bottenviken Baía de Bótnia
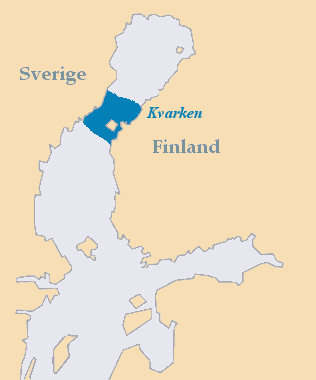
Norra Kvarken Kvarken do Norte
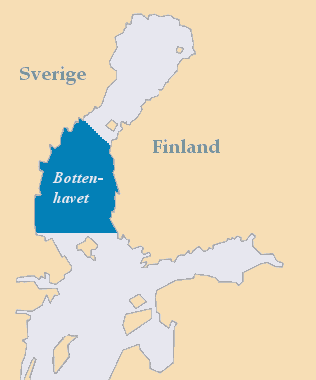
Bottenhavet Mar de Bótnia
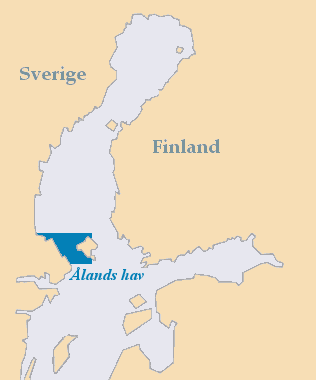
Ålands hav Mar de Åland
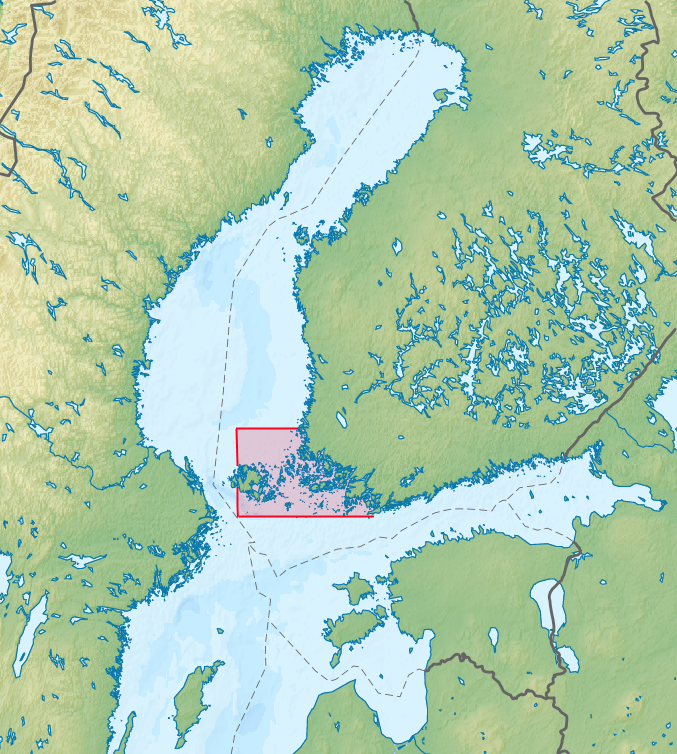
Skärgårdshavet Mar do Arquipélago
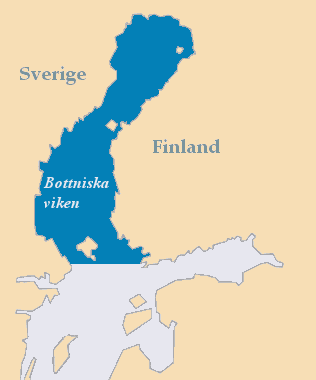
Bottniska viken Golfo de Bótnia
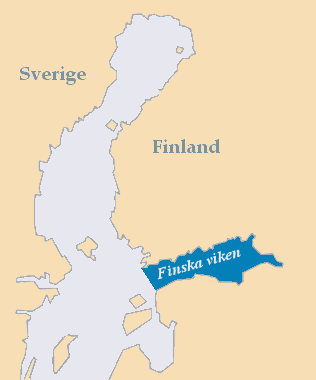
Finska viken Golfo da Finlândia